# Zoot Goes to Town: Jazz Time Paris, Vol. 8
Zoot Goes to Town: Jazz Time Paris, Vol. 8 è un album di Zoot Sims, pubblicato dalla Vogue negli anni sessanta (la data esatta non è conosciuta). Il disco fu registrato il 18 novembre 1953 a Parigi, Francia.

## Tracce
Lato A
1. Toot's Suite – 5:52 (Bill Holman)
2. The Late Tiny Kahn – 4:27 (Tiny Kahn)
3. Call It Anything – 3:17 (Zoot Sims)

Lato B
1. Zoot's Suite – 4:12 (Bill Holman)
2. Once in a While – 3:32 (Louis Armstrong)
3. Great Drums – 2:42 (Tiny Kahn)

## Musicisti
- Zoot Sims - sassofono tenore
- Frank Rosolino - trombone
- Henri Renaud - pianoforte
- Jimmy Gourley - chitarra
- Don Bagley - contrabbasso
- Jean-Louis Viale - batteria[1]